# Västra Lägern
Västra Lägern är en sjö i Aneby kommun och Ydre kommun i Östergötland och ingår i Motala ströms huvudavrinningsområde. Sjön har en area på 11 kvadratkilometer och ligger 207 meter över havet. Sjön avvattnas av vattendraget Bulsjöån. Vid provfiske har en stor mängd fiskarter fångats, bland annat abborre, bergsimpa, gers och gädda.

## Delavrinningsområde
Västra Lägern ingår i det delavrinningsområde (641024-145572) som SMHI kallar för Utloppet av Västra Lägern. Medelhöjden är 240 meter över havet och ytan är 64,28 kvadratkilometer. Räknas de 8 avrinningsområdena uppströms in blir den ackumulerade arean 204,85 kvadratkilometer. Bulsjöån som avvattnar avrinningsområdet har biflödesordning 3, vilket innebär att vattnet flödar genom totalt 3 vattendrag innan det når havet efter 218 kilometer. Avrinningsområdet består mestadels av skog (60 procent) och jordbruk (13 procent). Avrinningsområdet har 11,02 kvadratkilometer vattenytor vilket ger det en sjöprocent på 17,1 procent.

## Fisk
Vid provfiske har följande fisk fångats i sjön:
- Abborre
- Bergsimpa
- Gärs
- Gädda
- Lake
- Löja
- Mört
- Nors
- Sarv
- Sik
- Siklöja
- Sutare
- Öring